# Appias paulina
The Common Albatross, Christmas Island White or Ceylon Lesser Albatross (Appias paulina) là một loài bướm thuộc họ Pieridae. Nó được tìm thấy ở Ấn Độ to Samoa, bao gồm Indonesia, Nhật Bản, Malaysia, New Caledonia, Sri Lanka, Thái Lan, Ceylon và Úc.
Sải cánh dài khoảng 50 mm.
Ấu trùng ăn Drypetes australasica, Drypetes deplanchei and Alchornea ilicifolia.

## Phụ loài
- Appias paulina galene (Ceylon)
- Appias paulina distanti
- Appias paulina griseoides (southern Vietnam)
- Appias paulina grisea
- Appias paulina galathea (Andamans, Nicobars)
- Appias paulina minato (Japan, Taiwan)
- Appias paulina ega (Northern Territory to Cape York)
- Appias paulina paula (Wetar)
- Appias paulina eurosundana (Timor)
- Appias paulina zoe (Moluccas)
- Appias paulina falcidia (Biak)
- Appias paulina saina (West Irian to Papua)
- Appias paulina cynisca (Buru)
- Appias paulina micromalayana (eastern Java, Bawean, Tenimber)

## Hình ảnh

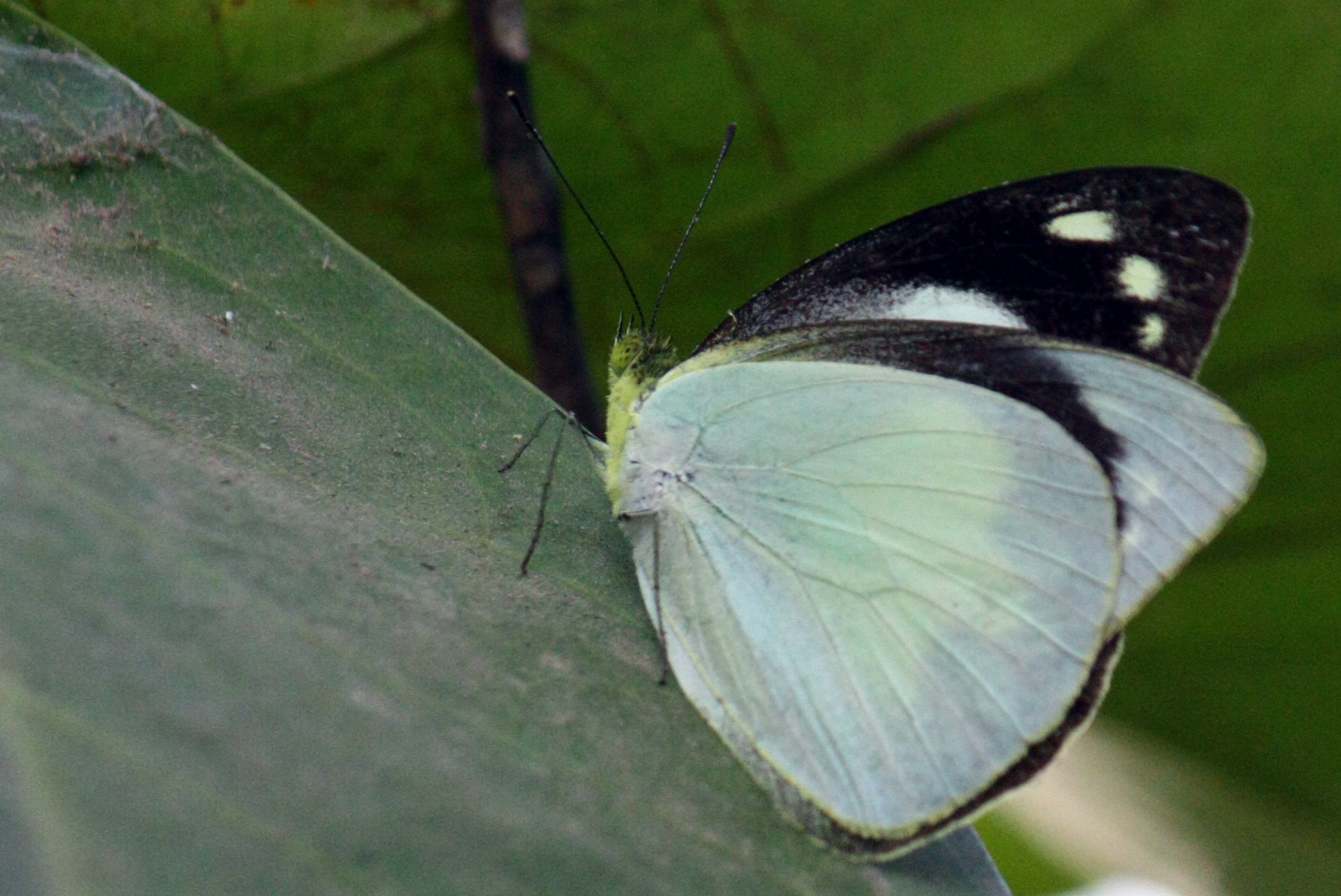
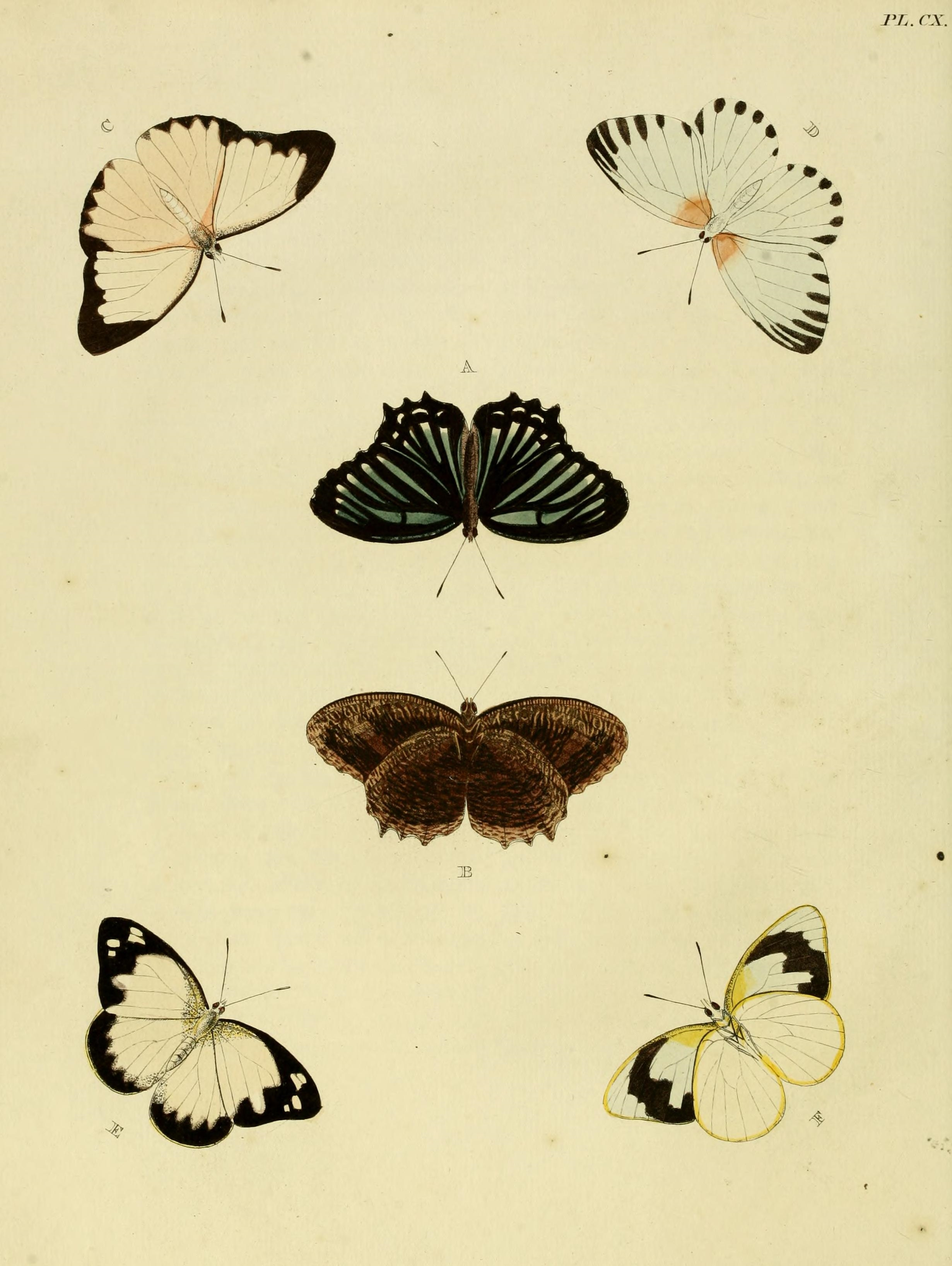
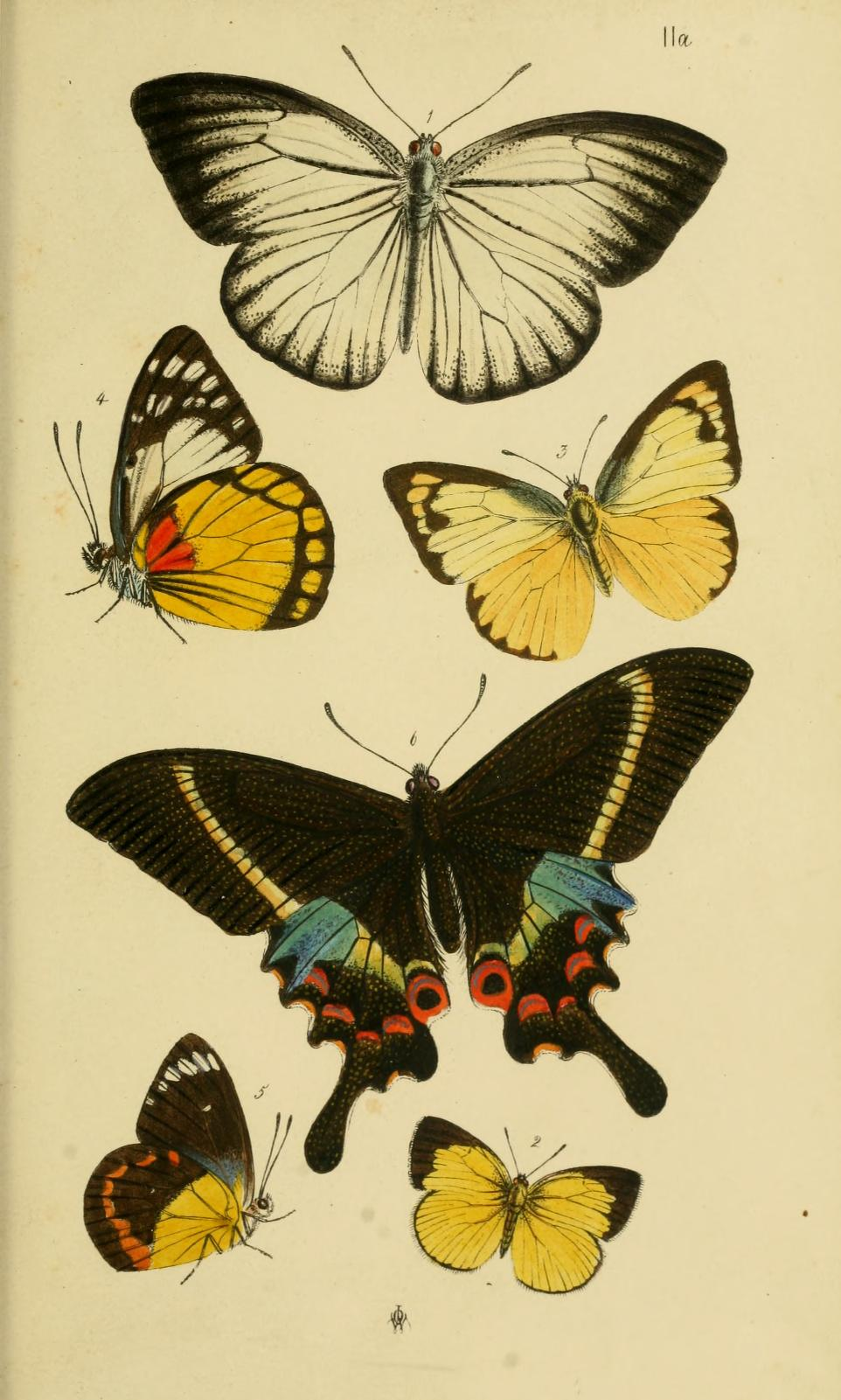
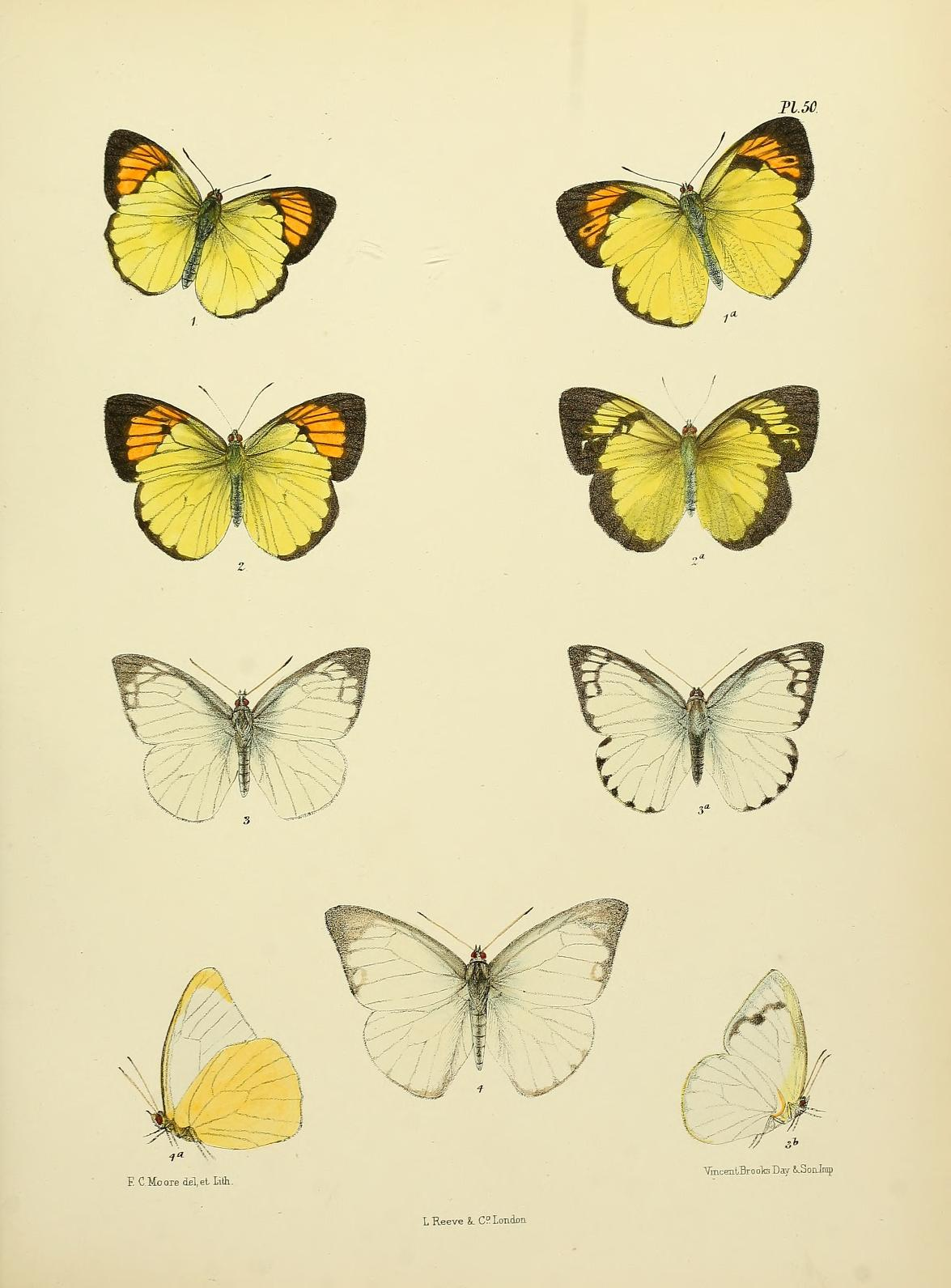